# Bitwa o Rio de Janeiro (1711)
Bitwa o Rio de Janeiro – działania zbrojne we wrześniu 1711 roku, zakończone zajęciem portugalskiego Rio de Janeiro przez francuskie wojska i flotyllę, dowodzone przez korsarza René Duguay-Trouin, podjęte w trakcie wojny o sukcesję hiszpańską. 

## Wprowadzenie

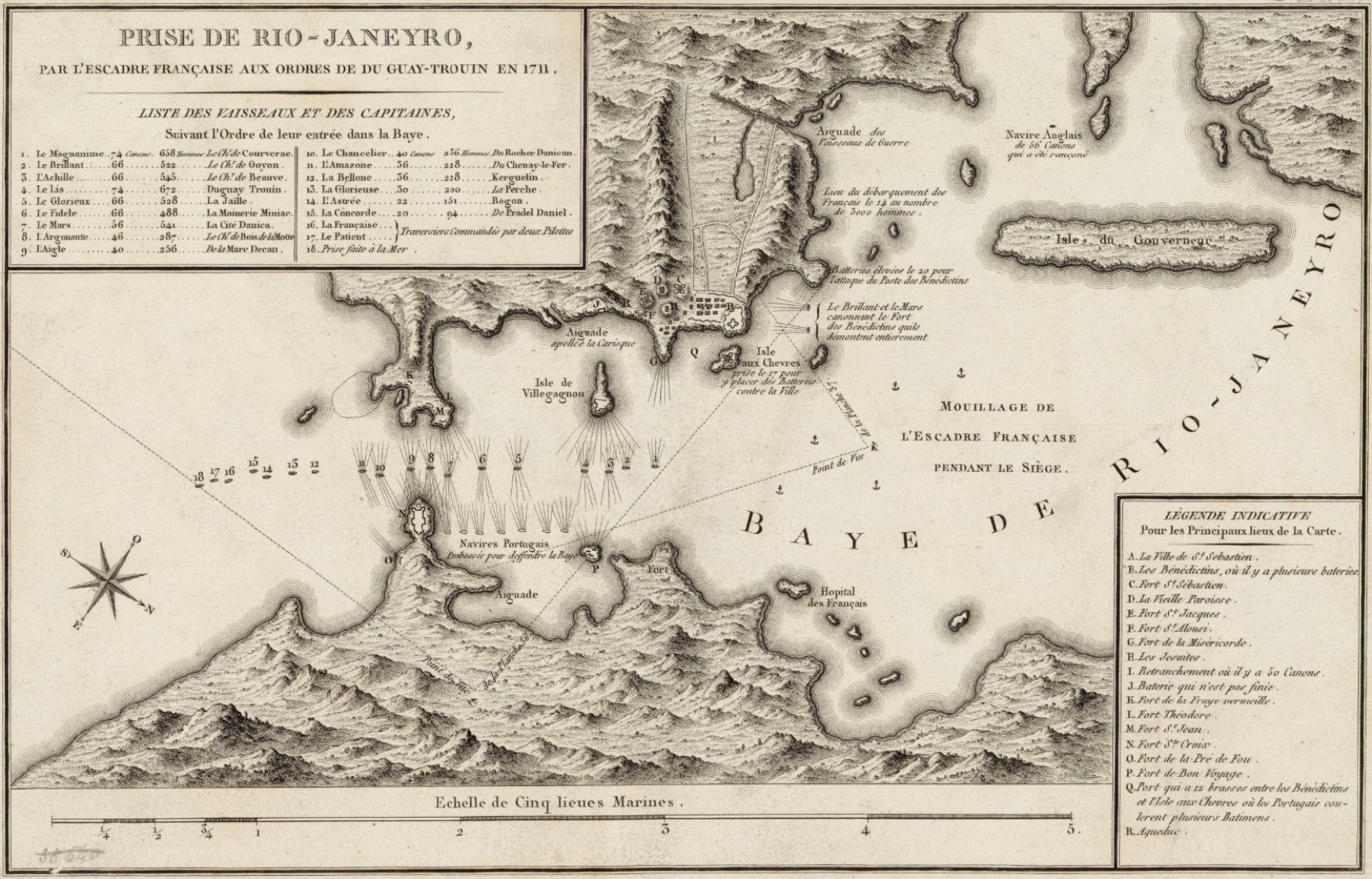
Plan francuskiego ataku na Rio

Od 1701 Francja i Hiszpania znajdowały się w stanie wojny z Wielką Brytanią i (od 1703) ze sprzymierzoną z nią Portugalią. Działania zarówno na lądzie, jak i morzu przebiegały zmiennie, przynosząc obu stronom sukcesy i porażki. W 1710 francuski korsarz kpt. Jean-François Duclerc na czele swej eskadry zaatakował siłą 600 ludzi Rio de Janeiro. Napaść zakończyła się niepowodzeniem, a Duclerc zmarł w maju 1711 w portugalskiej niewoli. W tym samym roku inny z korsarzy René Duguay-Trouin podjął się operacji militarnej, mającej na celu uwolnienie francuskich jeńców i będącej odwetem na Portugalczykach za poniesioną wcześniej klęskę. 

## Przygotowania wyprawy
Ze względu na brak środków w skarbie królewskim dla zrealizowania tego przedsięwzięcia, utworzono spółkę akcyjną prywatnych inwestorów, wśród których znalazł się hr. Tuluzy z grupą handlowców i armatorów. Umowa podpisana w ich imieniu przez Duguay-Trouina z udziałem króla i ministra marynarki Pontchartraina w marcu 1711 określała podział zysków z operacji wojennej, mającej w istocie charakter korsarski. Przygotowania prowadzono z zachowaniem głębokiej tajemnicy (dla uniknięcia wykrycia przez angielskich szpiegów), nawet okręty gromadząc w osobnych portach (Brest, La Rochelle, Rochefort i Dunkierka). Ostatecznie Duguay-Trouin zebrał pod swą komendą 17 okrętów z 734 działami, mając na ich pokładach 5600 ludzi. Połączona pod La Rochelle flotylla 9 czerwca 1711 wyruszyła ku Brazylii, unikając pod drodze angielskich okrętów.

## Walki i zdobycie Rio
12 września francuska ekspedycja stanęła na wysokości Rio de Janeiro, uważanego dotąd za niezdobyte i bronione przez 7 fortów oraz łącznie 12 000 ludzi. Od strony oceanu dostępu broniła cieśnina obustronnie chroniona przez forty Santa Cruz i Praia Vermelha. Po sforsowaniu tego przesmyku wiodącego do rozległej zatoki Guanabara, Duguay-Trouin wpłynął do niej prowadząc 12 okrętów (w tym 7 liniowych) i przypuścił atak na miasto i port, w którym kotwiczyły okręty portugalskie adm. Gaspara da Costy. Uprzedzony w sierpniu przez Anglików gubernator Castro de Moraes wprawdzie zgromadził do obrony miejscowe oddziały milicji, lecz zmylony długim oczekiwaniem, zaczął rozpuszczać je wówczas, gdy Francuzi zbliżali się do celu.
Pomimo ostrzeżeń, zaskoczenie było tak skuteczne, że portugalski admirał ograniczył się do rozkazu zerwania cum swych okrętów, by je rozproszyć i utrudnić ich opanowanie; wyrzucone na brzeg, Portugalczycy natychmiast podpalali, aby nie wpadły w ręce Francuzów. Nim wycofano się poza zasięg artylerii, ostrzał z dalszych fortów zatoki (Santa Cruz, São João, São Diego i in.) zadał spore straty (m.in. 300 zabitych) Francuzom, którzy rozpoczęli trzydniowe bombardowanie miasta z wód zatoki. Następnie dokonano wspieranego ogniem okrętów desantowania oddziałów w sile 3 700 ludzi, skierowanych do ataku na miasto. W ciągu następnych dni opanowywano kolejne forty, wypierając Portugalczyków podpalających statki i magazyny, których nie byli w stanie obronić. Mimo podjętej 21 września decyzji gubernatora o stawianiu dalszego oporu, podczas ciężkich walk nocnych 22 września rozpoczęła się masowa dezercja wśród milicji, a następnie żołnierzy garnizonu. Uprzedzony o ucieczce Portugalczyków, a zarazem o zbliżaniu się posiłków z głębi lądu, francuski głównodowodzący zagroził gubernatorowi totalnym splądrowaniem miasta i całkowitym zniszczeniem jego fortyfikacji w przypadku nie złożenia wysokiego okupu. Francisco de Moraes de Castro
zmuszony był ustąpić wypłacając haracz. 
Zdobycz objęła ok. 60 zagarniętych statków handlowych oraz łupy wartości 4 mln funtów, włącznie z ładunkiem afrykańskich niewolników sprzedanych później we francuskim Cayenne. Zabrano również uwolnionych kilkuset jeńców francuskich. Flotylla bez zakłóceń powróciła do Brestu w lutym 1712.
Inwestującym akcjonariuszom przedsięwzięcie to miało przynieść niemal 100‰ zysku. Dla Duguay-Trouina było ono ostatnią wielką akcją przeprowadzoną na morzach.
Poniesione przez miasto straty obliczano na 25 mln funtów (liwrów). Wyprawa i napad na Rio na długie lata poważnie zakłóciły stosunki portugalsko-francuskie.       